# Ovodda
Ovodda (sardinsky: Ovòdda) je italská obec (comune) v provincii Nuoro v regionu Sardinie. Nachází se ve výšce 751 metrů nad mořem a má přibližně 1 500 obyvatel. Rozloha obce je 40,85 km².